# 1978 v loďstvech
Tento článek obsahuje významné události v oblasti loďstev v roce 1978.

## Lodě vstoupivší do služby
- 16. ledna  LÉ Emer (P21) – oceánská hlídková loď třídy Emer

- 20. ledna –  Weilingen (F 910) – fregata třídy Wielingen

- 20. ledna –  Westdiep (F 911) – fregata třídy Wielingen

- 4. února –  Quartier-Maître Anquetil (F 786) – fregata třídy D'Estienne d'Orves

- 14. února –  HMS Sceptre (S104) – ponorka třídy Swiftsure

- 23. února –  USCGC Polar Sea (WAGB-11) – ledoborec třídy Polar

- 24. února –  BAP Aguirre (CH-84) – vrtulníkový křižník třídy De Zeven Provinciën

- 11. března –  USS Omaha (SSN-692) – ponorka třídy Los Angeles[1]

- 23. března –  HMS Newcastle (D87) – torpédoborec Typu 42 Sheffield

- 15. dubna –  HMS Avenger (F185) – fregata Typu 21 Amazon

- 20. května –  Commandant de Pimodan (F 787) – fregata třídy D'Estienne d'Orves

- 10. června –  USS Cincinnati (SSN-693) – ponorka třídy Los Angeles[2]

- 8. července –  USS Groton (SSN-694) – ponorka třídy Los Angeles[3]

- 3. října –  Wandelaar (F 912) – fregata třídy Wielingen

- 20. října –  HMS Coventry (D118) – torpédoborec Typu 42 Sheffield

- 27. října –  Westhinder (F 913) – fregata třídy Wielingen

- 18. listopadu –  Sagittario (F565) – fregata třídy Lupo

- 18. listopadu –  Vesuvio (A 5329) – zásobovací tanker třídy Stromboli

- 16. prosince –  USS Birmingham (SSN-695) – ponorka třídy Los Angeles[4]